# Суха Балка (Бахмутський район)
Суха́ Ба́лка — селище Торецької міської громади Бахмутського району Донецької області, Україна. Населення становить 649 осіб. Відстань до Торецька становить близько 14 км і проходить автошляхом місцевого значення.
Поблизу селища розташована пам'ятка природи місцевого значення Балка Суха.

## Герб
В зеленому щиті з чорним зубоподібним підніжжям три золоті колоски пшениці. Затверджений 22 лютого 2005 року рішенням Новгородської селищної ради (протокол №4/3-20). Автори: О.І.Киричок, В.А.Мартиненко.

## Населення
За даними перепису 2001 року населення селища становило 649 осіб, із них 6,16 % зазначили рідною мову українську, 93,84 % — російську.

## Новітня історія
26 березня 2015 року зазнав важких поранень під час оборони блокпоста у селищі Суха Балка Донецької області сержант Одеського прикордонного загону Ян Бароліс. 15 червня 2017-го терористи обстріляли Суху Балку, загинув місцевий житель.
30 квітня 2025, згідно даних моніторингового проєкту Deep State, селище було окуповане російськими загарбниками.